# Ноздрин, Борис Алексеевич
Борис Алексеевич Ноздрин (род. 17 февраля 1949, Москва) — советский хоккеист, нападающий.

## Биография
Воспитанник ЦСКА, чемпион СССР среди юношей (1965), в сезоне 1966/67 провёл девять матчей в чемпионате СССР. Играл в командах первой лиги «Кристалл» Саратов (1968/69 — 1973/74) и СКА МВО Липецк (1973/74 — 1975/76). Выступал за команду «Молния» в первенстве Москвы.
Победитель первого международного турнира юниоров (1967).